# Liste der Bodendenkmäler in Poppenricht
Auf dieser Seite sind die Bodendenkmäler in der Oberpfälzer Gemeinde Poppenricht zusammengestellt. Diese Tabelle ist eine Teilliste der Liste der Bodendenkmäler in Bayern. Grundlage ist die Bayerische Denkmalliste, die auf Basis des Bayerischen Denkmalschutzgesetzes vom 1. Oktober 1973 erstmals erstellt wurde und seither durch das Bayerische Landesamt für Denkmalpflege geführt wird. Die folgenden Angaben ersetzen nicht die rechtsverbindliche Auskunft der Denkmalschutzbehörde.

## Bodendenkmäler der Gemeinde Poppenricht

### Bodendenkmäler in der Gemarkung Poppenricht
| Lage                   | Objekt | Akten-Nr.     | Bild |
| ---------------------- | --- | ------------- | ---- |
| Poppenricht (Standort) | Mesolithische Freilandstation. | D-3-6536-0090 |      |
| Poppenricht (Standort) | Mesolithische Freilandstation. | D-3-6536-0091 |      |
| Poppenricht (Standort) | Mesolithische Freilandstation. | D-3-6536-0132 |      |
| Poppenricht (Standort) | Archäologische Befunde des Mittelalters und der Neuzeit im Bereich der Evangelisch-Lutherischen Kirche St. Michael in Poppenricht, darunter die untertägigen Teile des 1870 abgebrochenen, südlich anschließenden Vorgängerbaus und der zugehörigen Friedhofswehrmauer. | D-3-6536-0141 |      |

### Bodendenkmäler in der Gemarkung Traßlberg
| Lage                             | Objekt                                                                             | Akten-Nr.     | Bild |
| -------------------------------- | ---------------------------------------------------------------------------------- | ------------- | ---- |
| Traßlberg Poppenricht (Standort) | Endpaläolithische und mesolithische Freilandstation, vorgeschichtliche Siedlung.   | D-3-6536-0094 |      |
| Traßlberg Poppenricht (Standort) | Gräberfeld der späten Bronzezeit.                                                  | D-3-6536-0095 |      |
| Traßlberg Poppenricht (Standort) | Mesolithische Freilandstation.                                                     | D-3-6536-0136 |      |
| Traßlberg Poppenricht (Standort) | Endpaläolithische und mesolithische Freilandstation, vorgeschichtliche Siedlung.   | D-3-6536-0137 |      |
| Traßlberg Poppenricht (Standort) | Endpaläolithische und mesolithische Freilandstation, spätlatènezeitliche Siedlung. | D-3-6536-0139 |      |